# José García-Aldave Mancebo
José García-Aldave Mancebo (10 de febrero de 1876 - 13 de octubre de 1936) fue un militar español.

## Biografía
Sus padres fueron el militar José García Aldave y María Belén Mancebo.
Ingresó en la Academia General Militar de Toledo el 31 de agosto de 1891, de donde se licenció en julio de 1894 como teniente segundo de infantería. A lo largo de su carrera militar participaría en las guerras de Cuba, Melilla y el Rif. En 1925 alcanzó el rango de coronel, mandando los regimientos de infantería n.º 29, n.º 17 y n.º 33.
En febrero de 1932 ascendió al rango de general de brigada.
En julio de 1936 se encontraba destinado en Alicante como comandante militar de la plaza y al frente de la 6.ª Brigada de Infantería, perteneciente a la III División Orgánica. Al estallido de la Guerra Civil, García-Aldave no se sublevó contra el gobierno, pero mantuvo una posición indecisa frente a la rebelión militar. Ordenó a las tropas bajo su mando que se acuartelaran, aunque permitió el envío de una columna para combatir a los sublevados en Almansa. García Aldave se mantuvo indeciso y a la espera de lo que decidiera el comandante de la III División Orgánica, el general Fernando Martínez-Monje Restoy. Cuando el 20 de julio se reunió con el presidente de las Cortes, Diego Martínez Barrio, le manifestó que era fiel a la República pero que nunca se pondría frente a sus «hermanos de armas». Finalmente, el 23 de julio, ante su actitud dudosa, las autoridades republicanas destituyeron a García-Aldave y lo recluyeron en el Hotel Samper junto a otros oficiales sospechosos.
García-Aldave fue juzgado por un tribunal, condenado a muerte y fusilado el 13 de octubre de 1936, junto a otros ocho oficiales rebeldes.

## Familia
Era hijo del general José García Aldave, que fue capitán general de Melilla.